# Lenor
Lenor, in den USA bekannt als Downy, ist eine amerikanische Marke für Weichspüler, die von Procter & Gamble produziert wird und 1960 dort eingeführt wurde.

## Geschichte
Lenor war 1963 der erste Weichspüler auf dem deutschen Markt. 1987 kamen Trocknertücher ins Sortiment. Lenor-Weichspüler wurde seit 2007 auch in China verkauft, aber später eingestellt. 2011 wurde erstmals auch Waschmittel unter der Marke Lenor auf dem deutschen Markt eingeführt, 2016 folgte Wäscheparfüm. Pläne, Lenor im Vereinigten Königreich in Downy umzubenennen, wurden 2002 aufgegeben.

## Kritik
Die Verbraucherzentrale Hamburg bewertet Lenor Unstoppables als Worst Case für Umwelt, Gesundheit und Portemonnaie.

## Trivia
- Der Name Lenor kommt von dem lateinischen Wort „lenis“ und bedeutet „weich“.[1]
- Seit 2021 ist Guido Maria Kretschmer Markenbotschafter
- Aktuell hat Lenor 4 Duft-Varianten für Waschmittel, 11 für Weichspüler und 5 für Wäscheparfüm auf dem Markt (Stand 2025)[1]